# Groot Kwartier
Groot Kwartier – dzielnica (wijk) miasta Willemstad, w dystrykcie Willemstad, w kraju autonomicznym Curaçao, należącym do Holandii, w Ameryce Południowej. 20 października 2023 r. liczyła 2472 mieszkańców.  

## Osady
W skład dzielnicy wchodzi pięć osad (buurt):
| Lp. | Nazwa               | Powierzchnia km² | Liczba mieszkańców |
| --- | ------------------- | ---------------- | ------------------ |
| 1.  | Biesheuvel          | 0,09             | 65                 |
| 2.  | Emmastad            | 1,16             | 738                |
| 3.  | Groot Kwartier      | 0,95             | 1605               |
| 4.  | Groot Kwartier Zuid | 0,14             | 103                |
| 5.  | Iland               | 0,08             | 112                |